# Osseghem/Ossegem
Osseghem/Ossegem – stacja metra w Brukseli, na linii 2 i 6. Zlokalizowana jest pomiędzy stacjami Simonis (Leopold II) i Beekkant. Została otwarta w 1982.